# Thérèse Schwartze
Thérèse Schwartze (20. prosince 1851, Amsterdam – 23. prosince 1918, Amsterdam) byla nizozemská malířka a litografka. Převážnou část její tvorby tvoří portréty.

## Život

### Mládí a studia
Narodila se do umělecké rodiny, její otec Johann Georg Schwartze byl malíř a byl prvním, kdo jí dával lekce malířství. Sestra Georgine byla sochařka a dcera její druhé sestry Clary Theresie, Lizzy Ansingh byla též malířka.
V letech 1873 – 1875 navštěvovala uměleckou akademii Rijksakademie van beeldende kunsten v Amsterdamu. Pak studovala rok u Gabriela Maxe a Franze von Lenbacha v Mnichově. V roce 1879 odjela do Paříže pokračovat ve studiích malířství u Jean-Jacques Hennera.
V roce 1906 se provdala za Antona van Duyla, šéfredaktora časopisu Algemeen Handelsblad.

### Kariéra
Jako jedna z mála žen, malířek, byla ceněna za přínos světové portrétní malbě a byla přizvána vystavovat svá díla v Galleria degli Uffizi ve Florencii.Byla nejen talentovanou malířkou, ale i zdatnou obchodnicí. Zobrazovala „beau monde“ 19. století a její představitele z královské rodiny, což jí zajišťovalo značný finanční příjem. Získala mezinárodní renomé řadou výstav v Evropě i v zámoří a stala se velmi úspěšnou ve svém oboru. To ale bylo zároveň předmětem kritiky v její vlastní zemi, ve společnosti s příslovečnou kalvinistickou zaujatostí. Ta přijímala s nelibostí její, na tehdejší dobu, moderní portréty, její aktivní roli ve veřejném životě i velké honoráře, které dostávala za své obrazy, zvláště, když „jejím zákazníkem byl král“.
Její portréty se vyznačovaly elegancí, vytříbenou malířskou technikou, při které používala široké a rázné tahy štětcem a také sytou barevností. Zároveň dokázala přesně vystihnout charakter zobrazovaných osob. Mezi těmi, které portrétovala byli ženy i muži z královského rodu, mladé dívky a ženy z vážených rodin, ale také dívky ze sirotčince, děti bohatých rodičů, uznávaní profesoři z Universiteit Leiden, ale i židovský obchodník se starožitnostmi. Na autoportrétech z různých časových období, dokázala věrně zachytit i vlastní proces stárnutí.

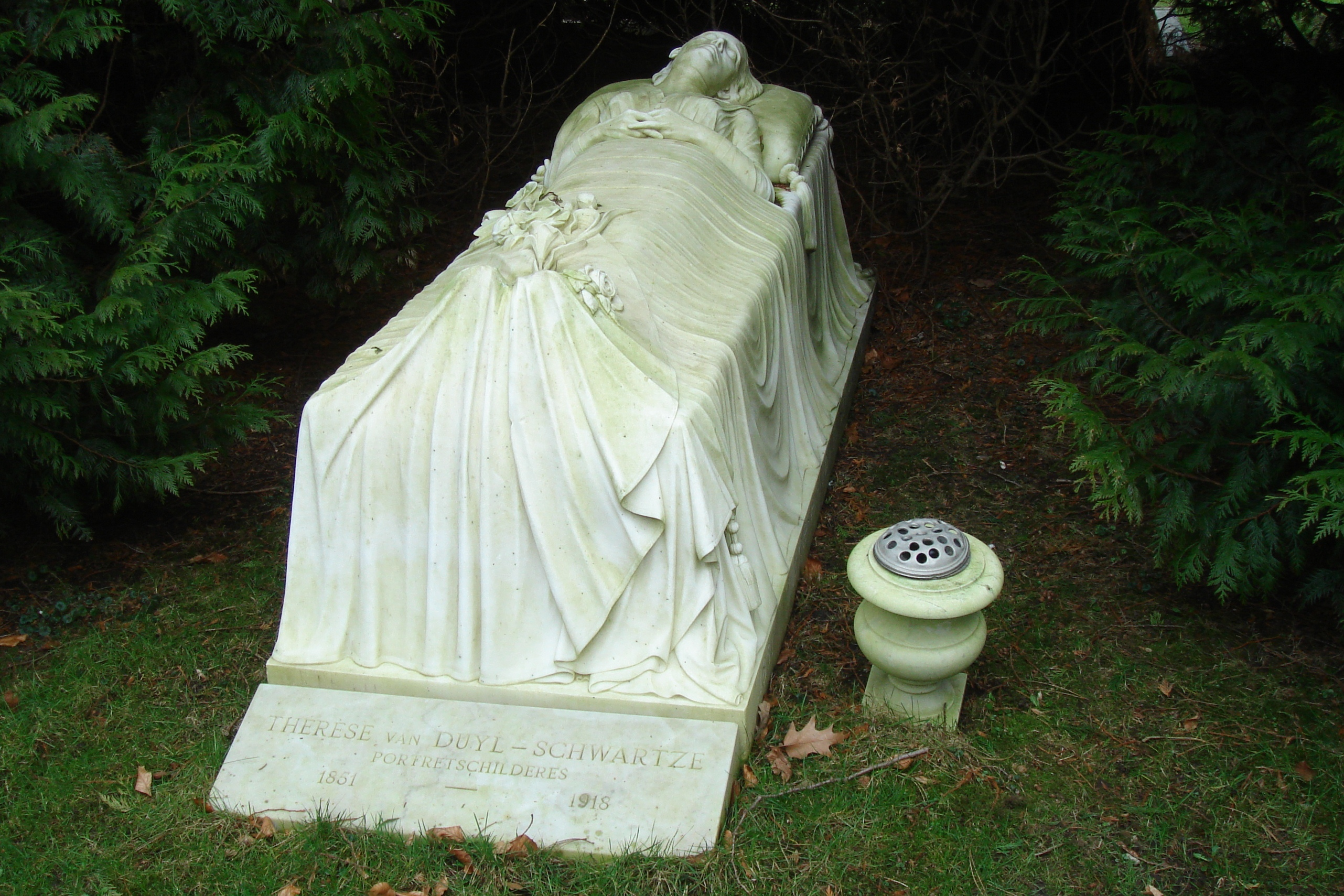
Náhrobek na hřbitově Nieuwe Ooster

Portréty zpracovávala nejen technikou olejomalby na plátně, ale také jako pastely na papíru. Kromě malířské techniky se věnovala též leptu a litografii.

### Závěr života
22. července 1918 zemřel její manžel Anton van Duyl. Malířka byla již tou dobou sama nemocná a také se velmi trápila jeho smrtí. Zemřela náhle 23. prosince téhož roku. Je pohřbena na hřbitově Nieuwe Ooster v Amsterdamu.

## Dílo

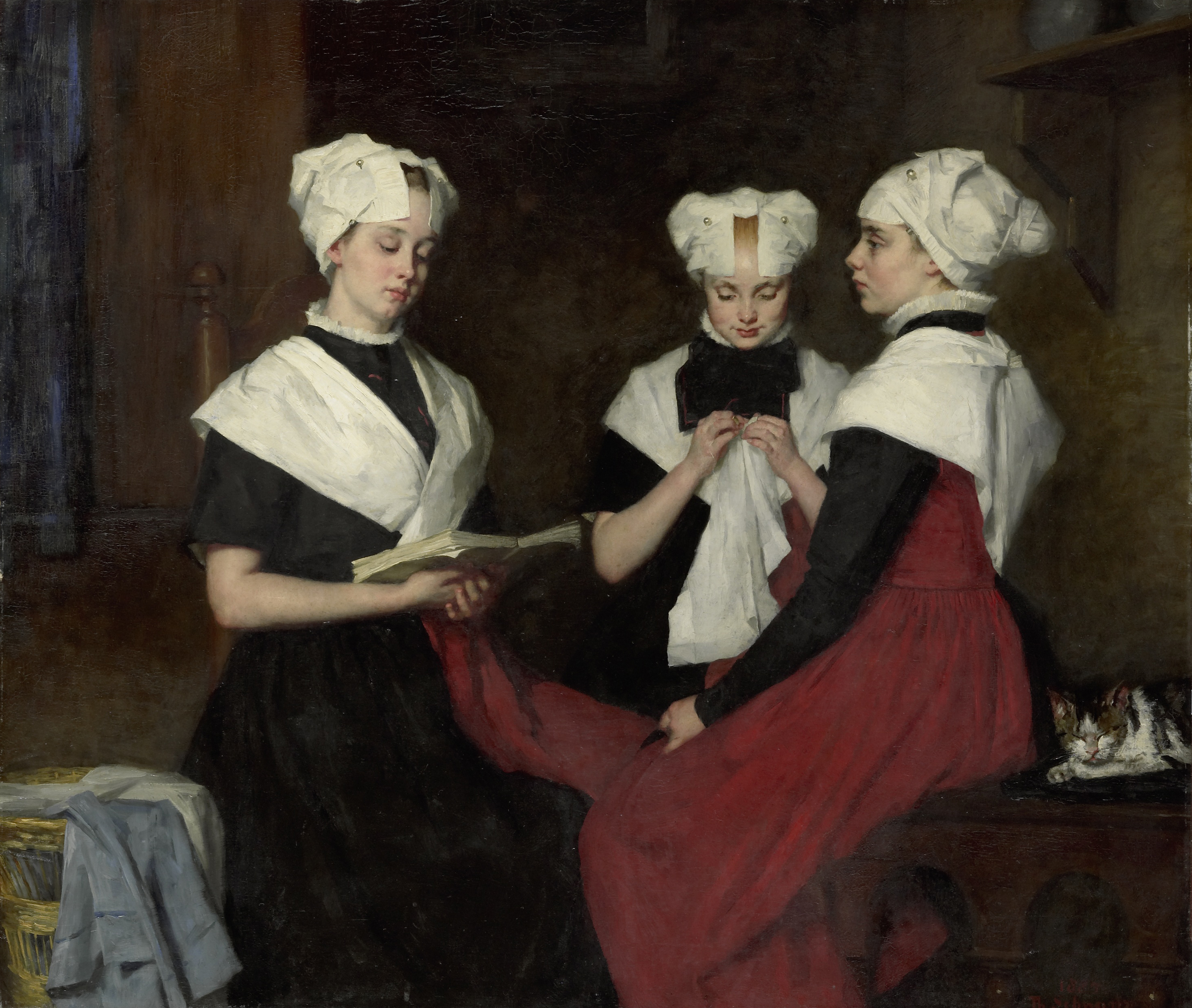
Drie meisjes uit het Amsterdamse Burgerweeshuis (Tři chovanky ze sirotčince v Amsterdamu), 1885

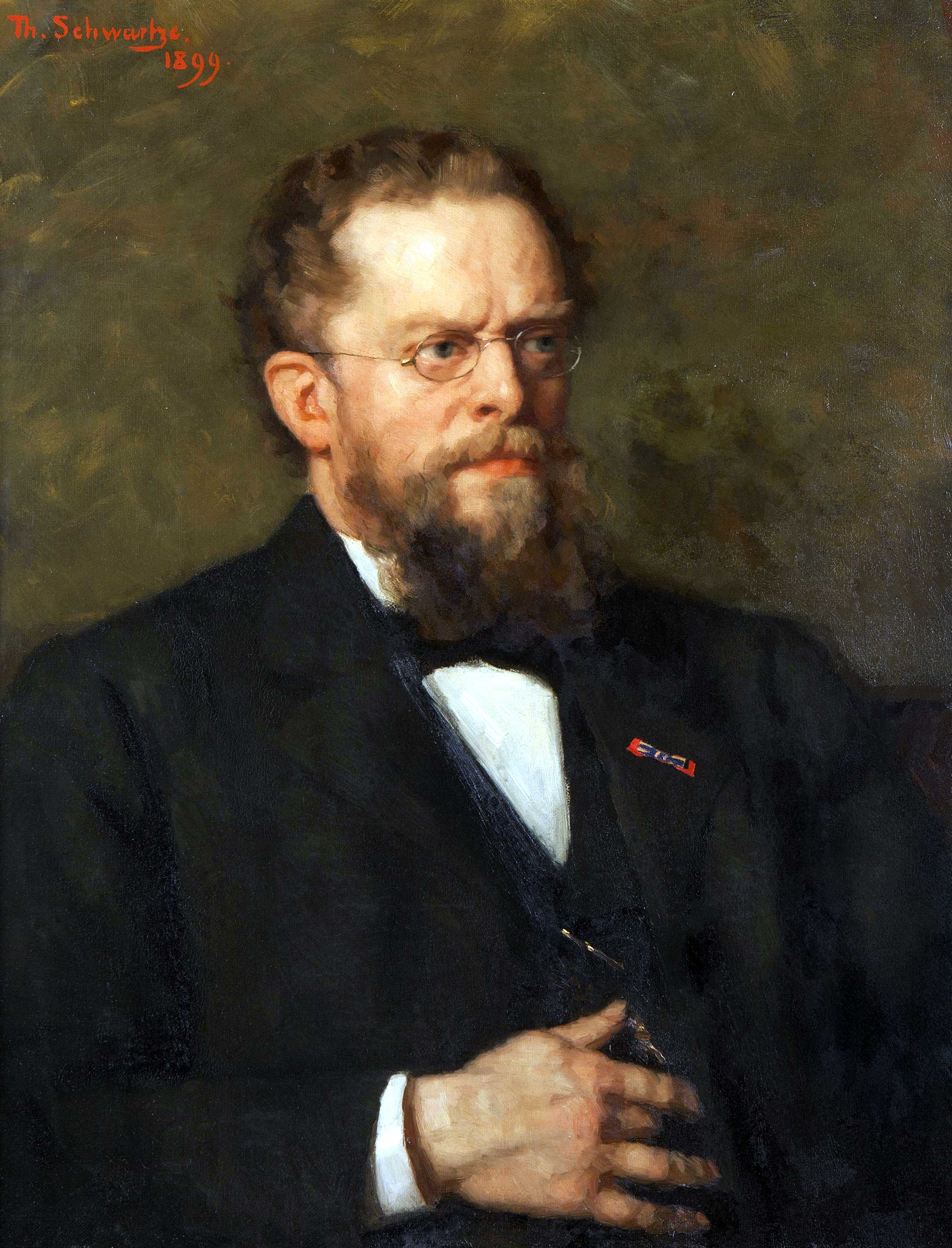
Antoine Paul Nicolaas Franchimont, 1899

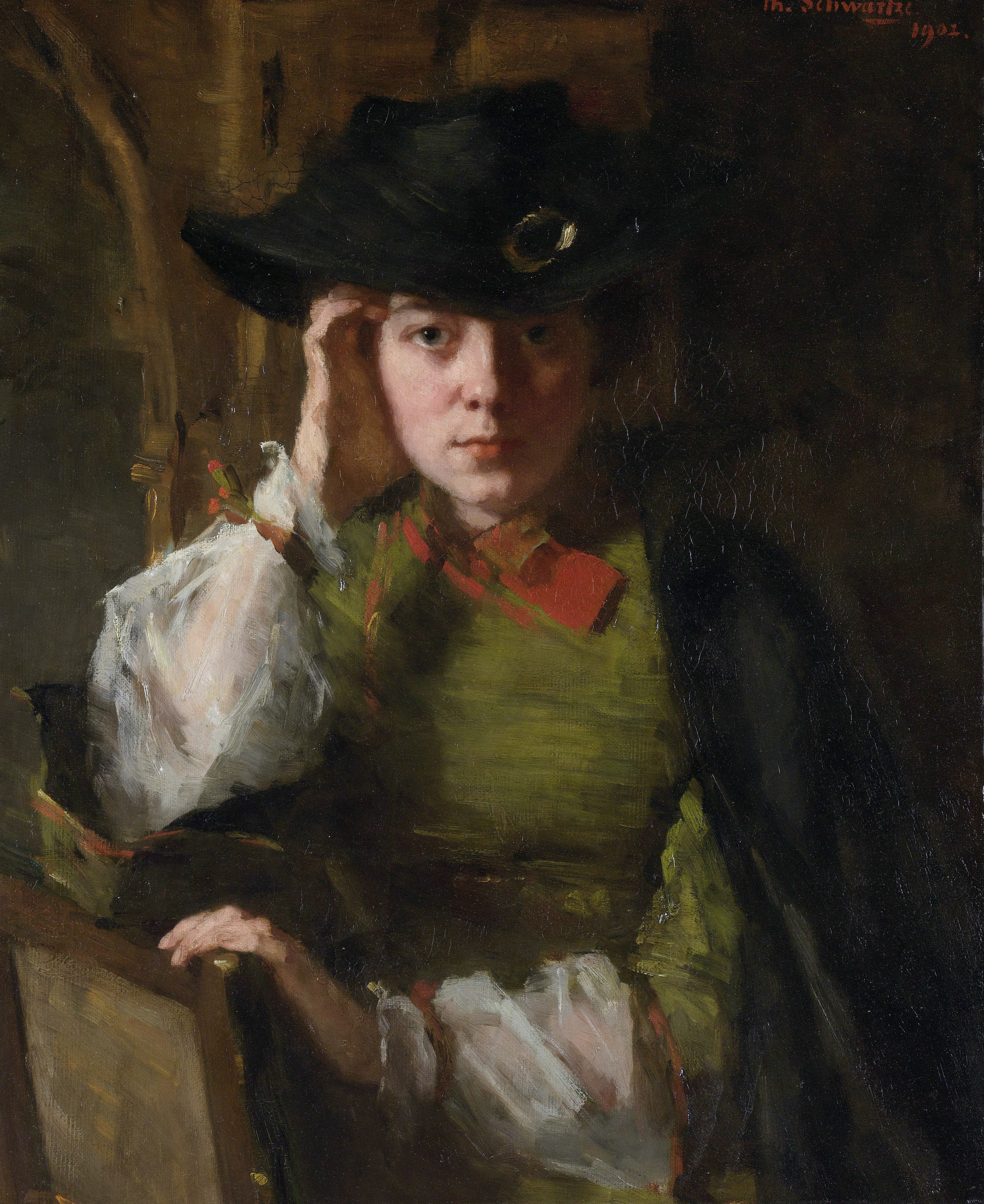
Portret van Lizzie Ansingh, 1902

Významná díla Thérèse Schwartze jsou zastoupena ve třech velkých amsterdamských muzeích a na Universiteit Leiden.

### Museum Van Loon
- Poetret van Louise van Loon-Borski, (1867)
- Portret van Jacoba Johanna Borski-van Hoey Smit, (1867)
- Portret van Hendrik Maurits van Loon (1890)

### Joods Historisch Museum (Židovské historické museum)
- Joodse antiekhandelaar (Židovský prodavač starožitností), nedatováno
- Portret van Max de Vries van Buuren, (1903)
- Portret van A.C. Wertheim, (1896)
- Portret van P.M. Wertheim-Wertheim, (1897)

### Rijksmuseum
- Portret van Dr. J.L. Dusseau, (1870)
- Jonge Italiaanse vrouw met de hond Puck (Mladá Italka se psem Puckem, (1879)
- Portret van Peter Marius Tutein Nolthenius, (1879/1880)
- Portret van Frederik Daniël Otto Obreen, (1883)
- Drie meisjes uit het Amsterdamse Burgerweeshuis (Tři chovanky ze sirotčince v Amsterdamu), (1885)
- Portret van Dr. P.J.H. Cuypers, (1885)
- Portret van Alida Elisabeth Grevers, (1889)
- Portret van Piet Joubert, (1890)
- Portret van Paul Joseph Constantin Gabriël, (1899)
- Portret van Amelia Eliza van Leeuwen', (1900)
- Portret van Lizzie Ansingh, (1902)
- Portret van Maria Catharina Josephine Jordan, (1902)

### Universiteit Leiden
- Tekeningen: Jongenskop, Kop van een onbekend meisje, Oude heer met kalotje, Naakt jong meisje, Studie van een klein meisje (kresby a studie)
- Portret van prof. Adriaan Heynsius, (1883)
- Portret van prof. Gustaaf Schlegel, (kolem roku 1900)
- Portret van prof. A.P.N. Franchimont, (1899)
- Portret van prof. M.J. de Goeje, (kolem roku 1905)
- Portret van prof. P.J. Blok, (1914)

### Výstavy
- Museum Van Loon, Amsterdam, 2011[3]
- Museum de Fundatie Kasteel het Nijenhuis, Wijhe, 2011
- Slot Zeist, Zeist, 1990
- Kunsthandel Van der Ven en Van der Ven Den Bosch, 1976
- Arti et Amicitiae, Amsterdam, 1952
- Stedelijk Museum, Amsterdam, 1919: retrospektiva díla při příležitosti úmrtí autorky 23. prosince 1918
- Arti et Amicitiae, Amsterdam, 1915
- Kunsthandel Frans Buffa en Zonen, Kalverstraat 39, Amsterdam, 1897, 1914, 1915
- Panoramagebouw, Amsterdam 1890

## Shrnutí
Thérèse Schwartze se svoji tvorbou i životem stala vzorem pro následující generaci žen – malířek, především z amsterdamské skupiny, známé jako Joffers, kam patřila i její vlastí neteř, malířka, Lizzy Ansingh.